# Cecidochares quinquevittata
Cecidochares quinquevittata es una especie de insecto del género Cecidochares de la familia Tephritidae del orden Diptera.

## Historia
Fue descrita científicamente por primera vez en el año 1999 por Norrbom.